# 魏維
魏維（1987年12月09日—）為臺灣籃球教練、前運動員，現擔任台灣職業籃球大聯盟新北國王助理教練。

## 生平
中學轉學加入金華國中籃球隊主打大前鋒，國中畢業進入高中籃球聯賽（HBL），第一批松山高中籃球隊員去美國受訓，並在當時成為洛杉磯小馬隊正式球員，大學成為各個職業隊邀請對象，成為臺北市立體育學院和國立體育大學第一名正選雙榜首球員，最後選擇念國立體育大學，成為國立體院第一屆籃球隊隊員，並在19歲成為超級籃球聯賽（SBL）第一屆選秀球員進入台灣大雲豹，大學畢業後繼續攻讀文化大學研究所-運動教練教育。
2017年1月21日，魏維與隊友林書緯獲得第十四季超級籃球聯賽全明星賽技術挑戰賽冠軍。2018年3月10日，富邦勇士於新莊體育館為吳永仁、柳昇耀、魏維舉辦球員引退儀式。2025年8月7日，勇士宣布魏維卸下助理教練職務。8月8日，台灣職業籃球大聯盟新北國王宣布魏維擔任助理教練。

## 外部連結
- 魏維的Instagram帳戶
- 魏維在fiba.basketball（英语）
- 魏維在fiba.basketball（英语）
- 魏維在超級籃球聯賽官網
- 魏維在Eurobasket.com（球員）（英语）
- 魏維在Eurobasket.com（教練）（英语）